# Wikipedia tiếng Estonia
Wikipedia tiếng Estonia là phiên bản tiếng Estonia phiên bản của Wikipedia, một bách khoa toàn thư mở. Khởi động vào ngày 24 tháng 7 năm 2002, đến ngày 4 tháng 6 năm 2008 phiên bản này có hơn 50.000 bài viết.